# Devonport (Neuseeland)

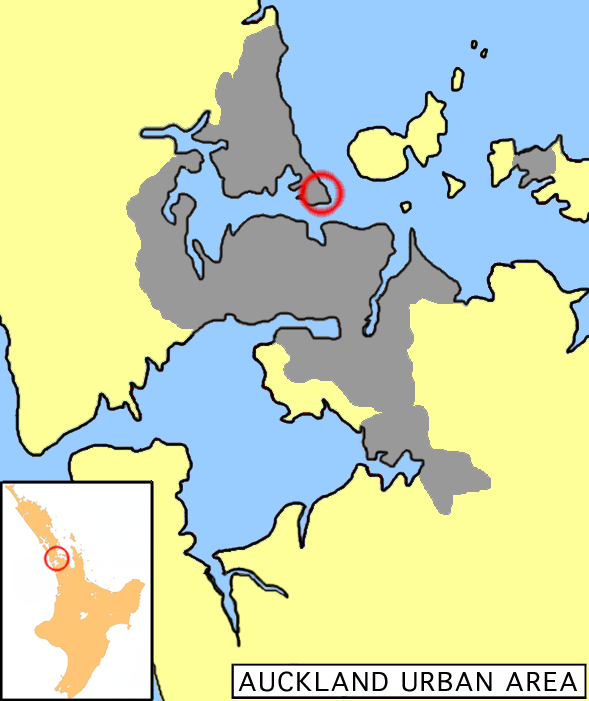
Lage von Devonport in Auckland

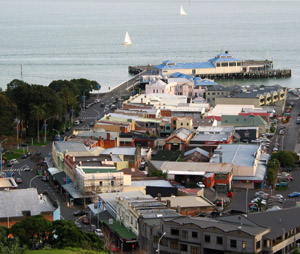
Devonport vom Mount Victoria. Die Victoria Road liegt links, Devonport Wharf im Hintergrund

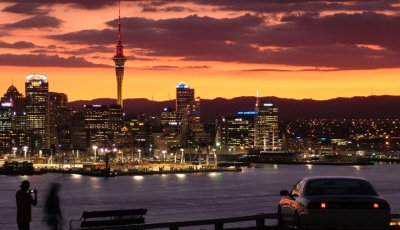
Auckland City vom Mount Victoria, Devonport.

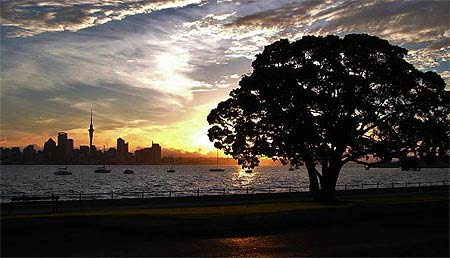
Devonport waterfront with a large Pohutukawa tree.

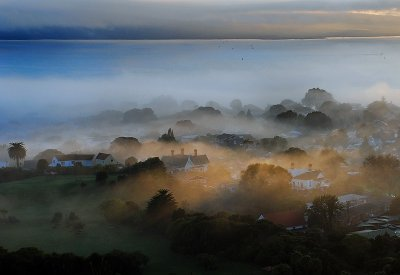
Devonport an einem nebligen Morgen

Devonport ist ein früherer Ortsteil der früheren eigenständigen Stadt North Shore City und gehört seit der Eingemeindung im November 2010 zum Auckland Council auf der Nordinsel von Neuseeland.

## Namensherkunft
Devonport wurde nach der englischen Stadt Devonport benannt.

## Geographie
Der Stadtteil Devonport befindet sich nördlich des Stadtzentrums von Auckland auf der nördlichen Seite des Eingangs zum Waitematā Harbour. Er liegt am Südende einer Halbinsel, die sich vom nahegelegenen Lake Pupuke nach Süden erstreckt. Diese Halbinsel bildet die Nordseite des Eingangs zum Waitematā Harbour. Der Hafen und die zugehörige Ngataringa Bay umschließen Devonport von Westen bis Südosten. Östlich liegt der zum Hauraki Gulf gehörende Rangitoto Channel, der die Insel Rangitoto Island vom Festland trennt. Östlich von Devonport liegt North Head, der nördlichste Punkt der Hafenzufahrt.
In Devonport befindet sich die Devonport Naval Base der Royal New Zealand Navy, die der Hauptstandort der neuseeländischen Flotte ist. Auch ein Krankenhaus der Marine befindet sich in Devonport.

## Geschichte
Vor etwa 40.000 Jahren bestand Devonport aus drei Vulkaninseln, Mount Victoria, North Head und dazwischen der weitgehend Steinbrüchen zum Opfer gefallene Mount Cambria.
Erste Anzeichen für eine Besiedlung durch die Māori stammen aus der Mitte der 1300er Jahre, etwa aus der Zeit als auch das Tainui Waka (Kanu) gelandet sein soll, dem ein Denkmal in Küstennähe gewidmet ist. Die letzten größere Māori-Siedlung, die sich auf North Head befand, wurde in den 1790er Jahren durch rivalisierende Stämme zerstört.
Jules Dumont d’Urville, ein französischer Entdecker landete 1827 in der Gegend und war damit möglicherweise der erste Europäer. Der erste ständige europäische Einwohner war 1836 ein Lotse und Hafenmeister auf Nord Head. Das Gebiet der heutigen Vorstadt wurde 1840 besiedelt und ist damit eine der ältesten Vororte Aucklands und die älteste im Gebiet North Shore. Der Ort hieß zuerst Flagstaff (Flaggenmast), da auf dem nahegelegenen Mount Victoria ein solcher aufgestellt war.
An der Südküste westlich des Zentrums von Devonport wurde im Tiefwasser eine Reede für die Schiffe der Royal Navy geschaffen, aus der die Devonport Naval Base entstand. William Hobson, damals Gouverneur von Neuseeland, sah das von einer Landzunge geschützte Gebiet als geeigneter für eine Marinebasis an als die flacheren Gewässer bei Tamaki auf der Südseite des Waitema Harbour. Das Areal ist noch heute die größte Basis der Royal New Zealand Navy. Das Calliope Dock in der Stanley Bay wurde als Teil der Basis am 16. Februar 1888 eröffnet und damals das größte Dock der Südhalbkugel. Die Vorstadt besaß auch eine der größten Werften Neuseelands, dort wo sich heute das Gelände des Devonport Yacht Club befindet.
Das Zentrum des Ortes verlagerte sich mit der Zeit nach Westen und befindet sich heute in der Nähe des Fähranlegers. Den Namen „Devonport“ erhielt der Ort 1859 nach dem englischen Stadt Devonport. Devonport wurde 1886 zum Borough und 1989 in North Shore City eingemeindet.
Im Juli 2007 wurde Devonport von der Liste der Wachstumsschwerpunkte Aucklands gestrichen. Der Auckland Regional Council akzeptierte, dass in diesem Fall ein intensives Wachstum und die damit verbundene hohe Wohndichte mit dem Charakter und der Geschichte des Gebietes um den Fähranleger nicht sinnvoll ist.

## Bevölkerung
Im Jahr 2013 zählte der Stadtteil Devonport zu dem die Mashblocks (Zählbezirke) Mt. Victoria und Stanley Bay gehören zusammen 7527 Einwohner.

## Infrastruktur

### Straßenverkehr
Über etwa 50 Jahre war Devonport vom Rest von North Shore isoliert und wurde manchmal von den Einwohnern „The Island“ (die Insel) genannt. Nur ein schmaler Streifen Land an der Küste bei Narrow Neck verband Devonport mit Belmont und dem Rest der North Shore Peninsula. im späten 19. Jahrhundert wurde der Mangrovensumpf zwischen Narrow Neck und der Ngataringa Bay für den Bau einer Rennbahn aufgefüllt. Hier befindet sich heute ein Golfplatz. Eine neue Straße wurde an der Westseite der Rennbahn gebaut und ermöglichte nun eine direktere Verbindung nach Norden.
Devonport ist heute über die Lake Road mit dem New Zealand State Highway 1 verbunden.

### Fährverkehr
Die erste Fährverbindung nach Auckland wurde in den 1840er Jahren eingerichtet. Dies waren offene Segel kutter, in denen ortsansässige Seeleute die Passagiere zur Queen Street, Aucklands Hauptstraße, übersetzten. Der erste Schaufelraddampfer wurde 1860 eingesetzt. Diese wurden 1904 durch schraubengetriebene Doppelend-Fähren ersetzt. Bis zur Eröffnung der Auckland Harbour Bridge im Jahre 1959 gab es Autofähren nach Devonport. Unmittelbar nach der Eröffnung der Brücke wurden die bis dahin bestehenden reinen Autofährverbindungen von Auckland nach Northcote und Birkenhead eingestellt. Die Personenfähre nach Devonport wurde mit einem stark reduzierten Fahrplan weiter betrieben. Die meisten Fähren wurden verschrottet, nur eine Handvoll wurden bis zur Beschaffung modernerer Schiffe weiter betrieben. Die letzte der alten Doppelfähren, die 1905 gebaute Kestrel, wurde 1988 aus dem Liniendienst genommen und wird für Rundfahrten genutzt.
Heute wird die Fährverbindung von der Auckland Regional Transport Authority betrieben. Die Überfahrt zwischen dem Geschäftsviertel von Auckland und Devonport dauert etwa 12 Minuten, meist auf der Seabus Kea, einer modernen, speziell für diese Verbindung gebauten Fähre.

### Bildungswesen
Devonport besitzt drei koedukative Grundschulen. Devonport School hatte 2009 ein decile rating von 10 und 312 Schüler. Die im staatlichen Bildungssystem integrierte katholische St. Leo's School hatte ein decile von 10 und 124 Schüler. Das AppleTree Education Centre ist eine von der Anglikanischen Kirche betriebene Privatschule und hatte 2009 22 Schüler

## Sehenswürdigkeiten
Es ist in Auckland bekannt für seinen altertümlichen Charme, seine Cafés und Restaurants an der Hafenseite. Auckländer fahren zum Abendessen mit der Fähre hinüber und sehen bei der Rückfahrt im Dunklen die Skyline von Auckland. Es werden auch Tagesausflüge mit einem Besuch des Mount Victoria und Besichtigung der Artilleriestellungen auf North Head. Nahe dem Mount Cambria befindet sich das Devonport Museum.
Der Fähranleger von Devonport, Devonport Wharf wurde in den 1990er Jahren neu gebaut. Das Esplanade Hotel ist ein Beispiel für ein Seehotel der 1890er Jahre und erinnert an eine englische Kurhotels dieser Zeit. Die King Edward Parade Reserve umfasst eine öffentliche Bibliothek aus den 1970er Jahren, das War Memorial (eine bronzene Soldatenfigur) und unter den Feigenbäumen an der Morton Bay eine den 1950er Jahren nachempfundene Bühne.
Das 1912 gebaute Kino Victoria Cinema wurde in den 1930er Jahren innen und außen im Stil des Art déco umgebaut. Es scheint das älteste durchgehend betriebene Kino der Südhalbkugel zu sein. Es wurde 2006 vom Stadtrat von North Shore gekauft.
Der historische Dampfschlepper William C. Daldy liegt in Devonport.

## Persönlichkeiten
- Isabel Maude Peacocke, Lehrerin, Schriftstellerin, geboren 1881 in Devonport.[10]
- Sister Mary Leo (1895–1989), Nonne, katholischen Glaubens und Musik- und Gesangslehrerin
- Dove-Myer Robinson (1901–1989), früherer Bürgermeister von Auckland besuchte in Devonport die Grundschule.[11]
- Jill Amos (1927–2017), Lehrerin, Friedensrichterin, City Councillor und Politikerin
- Patricia Rose Bergquist (1933–2009), Zoologin
- Sir Peter Blake (1948–2001), besuchte die Bayswater Primary School[12] und Takapuna Grammar School[13]
- Philip Richardson (* 1958), neuseeländischer anglikanischer Erzbischof
- Gregory Johnston (* 1959), Ruderer
- Angela Cullen (* 1974), Physiotherapeutin und Feldhockeyspielerin
- Lorde (* 1996), eigentlicher Name Ella Yelich-O’Connor, ist eine in Devonport geborene Sängerin.